# 警告! THE B-52'S来襲
『警告! THE B-52'S来襲』（The B-52's）は、The B-52'sが1979年に発表したデビュー・アルバム。「ローリングストーン誌が選ぶ歴代最高のアルバム500選」（2020年版）で198位を記録した。

## 概要
1978年4月、The B-52'sは地元アトランタのレーベル会社、DBレコードからシングル「ロック・ロブスター」を発表した。B面は「52ガールズ」。
「ロック・ロブスター」はひそかな人気を呼び、グループはニューヨークの「CBGB」や「Max's Kansas City」などのライブハウスで演奏を行うようになった。これがきっかけで1979年にワーナー・ブラザース・レコードと契約し、クリス・ブラックウェルのプロデュースの下、バハマのナッソーのコンパス・ポイント・スタジオでアルバムのレコーディングを行った。9曲中8曲はメンバーのオリジナルで、「恋のダウンタウン」はペトゥラ・クラークのヒット曲のカバー。アルバムのジャケットのデザインはトニー・ライトが「Sue Ab Surd」名義で担当した。
1979年7月6日に発売され、Billboard 200で59位、オーストラリアで7位を記録した。
アルバムのために再録音され、シングルカットされた「ロック・ロブスター」はカナダでは1位、オーストラリアで3位を記録した。

## 収録曲
Side 1
1. 惑星クレア - Planet Claire (Fred Schneider, Keith Strickland, Henry Mancini) - 4.35
2. 52ガールズ - 52 Girls (Ricky Wilson, Jeremy Ayers) - 3:34
3. ダンスはやめて - Dance This Mess Around (R.Wilson, Schneider, Strickland, Kate Pierson, Cindy Wilson) - 4:36
4. ロック・ロブスター - Rock Lobster (R.Wilson, Schneider) - 6:49

Side 2
1. 恋の溶岩 - Lava (R.Wilson, Schneider, Strickland, Pierson, C. Wilson) - 4:54
2. 天空に輝く月 - There's a Moon in the Sky (Called the Moon) (R.Wilson, Schneider, Strickland, Pierson, C. Wilson) - 4:54
3. 英雄失墜 - Hero Worship (R.Wilson, Robert Waldrop) - 4:07
4. 危険なナンバー6060―842 - 6060-842 (R.Wilson, Schneider, Strickland, Pierson) - 2:48
5. 恋のダウンタウン - Downtown (Tony Hatch) - 2:57